# Cusignano
Cusignano è una frazione del comune italiano di San Miniato, nella provincia di Pisa, in Toscana.

## Geografia fisica
Il borgo di Cusignano è situato sulle alture a sud-est del centro di San Miniato, sulla riva sinistra del fosso Cafaggio, affluente del torrente Ensi, nel Valdarno inferiore. La frazione confina a nord con Marzana, a ovest con Moriolo, a sud con Collebrunacchi e ad est con la località rurale di Campriano, oltre la quale ha inizio il comune di Castelfiorentino della città metropolitana di Firenze.
Cusignano dista circa 6 km dal capoluogo comunale e poco più di 50 km da Pisa.

## Storia
Il borgo di Cusignano nacque in epoca alto-medievale ed una prima menzione della località la si ha in un censimento della diocesi di Lucca del 1260. Nel corso dei secoli, il villaggio si sviluppò come centro agricolo della campagna samminiatese: nel 1551 si contava una popolazione di 158 abitanti, poi aumentata di poco a 176 nel 1745 ed infine 310 unità censite nel 1833. Nel secondo dopoguerra Cusignano conobbe un fenomeno di forte spopolamento: nel 1961, anno in cui il borgo viene eretto a frazione, si contavano solamente 65 abitanti.

## Monumenti e luoghi d'interesse

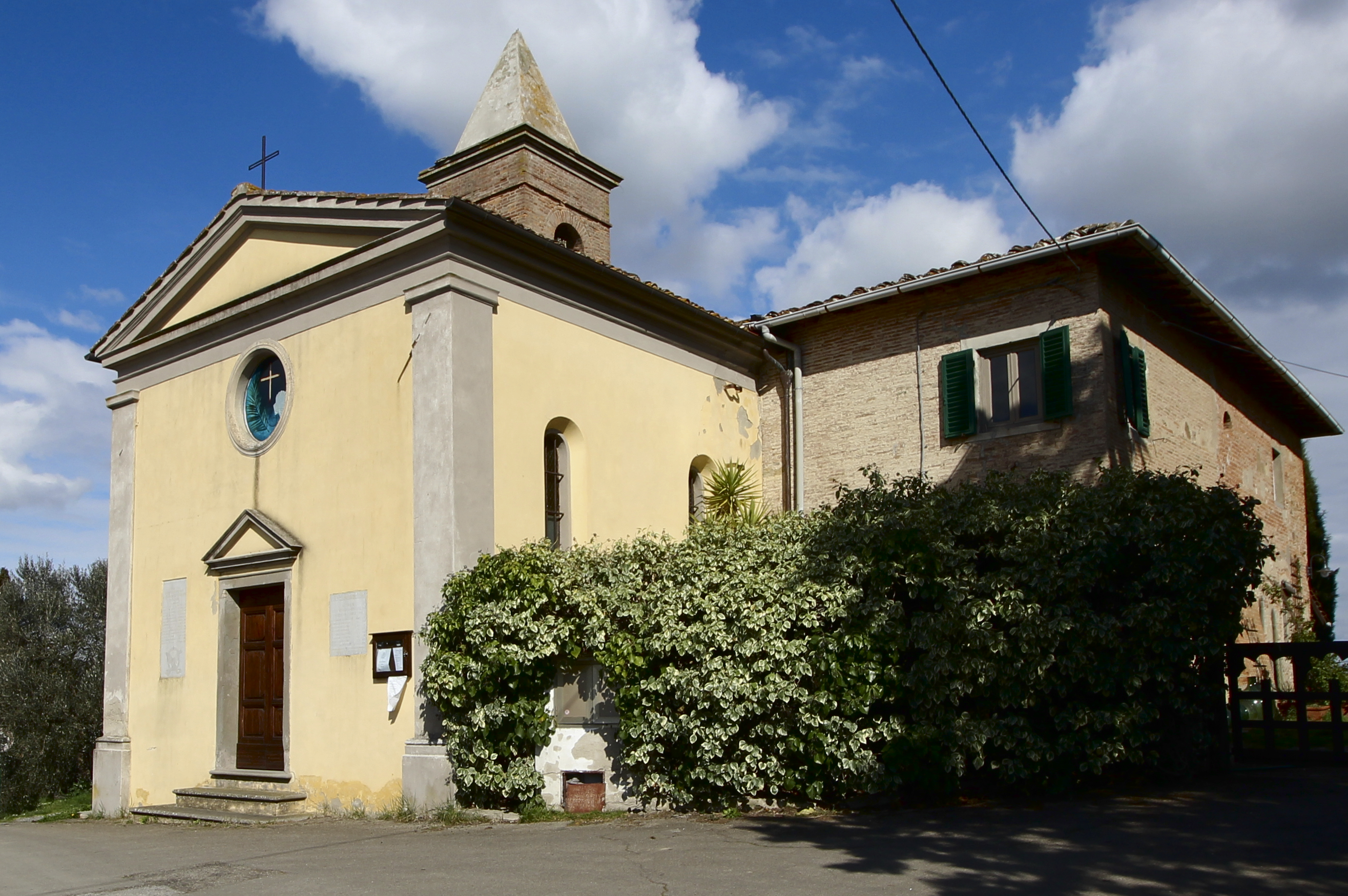
La chiesa di Santa Lucia

Al centro del borgo è situata la chiesa di Santa Lucia vergine e martire, edificio di culto della frazione. La chiesa risale all'età medievale e la si trova nell'elenco delle chiese della diocesi di Lucca del 1260, dove è ricordata come filiale della pieve di San Giovanni Battista di Corazzano. Elevata poi alla dignità di parrocchia, decadde nuovamente in età contemporanea e oggi è inserita nel territorio parrocchiale di Marzana. La chiesa presenta una facciata neoclassica, con un piccolo rosone sormontato da un timpano.
Il paese di Cusignano è servito da un proprio cimitero.